# Eli Stone
Eli Stone es una comedia dramática estadounidense de televisión, transmitida por  ABC desde el 31 de enero de 2008 hasta el 11 de julio de 2009. La serie fue creada por Greg Berlanti y Marc Guggenheim, quienes también se desempeñaron como productores junto con Ken Olin que dirigió el piloto y la productora televisiva Melissa Berman.
Jonny Lee Miller es el protagonista de la serie que encarna al abogado Eli Stone, que a su vez le da el nombre a la serie. En el primer episodio, se le descubre un aneurisma cerebral inoperable a Stone, el cual le está causando alucinaciones. Su acupunturista, el Dr Chen le sugiere que sus alucinaciones son en realidad visiones del futuro inspiradas por un poder divino. Estas visiones a menudo presagian casos y eventos futuros, entre ellos un inminente terremoto.